# Карантин (роман Ігена)
«Каранти́н» (англ. «Quarantine») — науково-фантастичний роман австралійського письменника Грега Ігена, вперше опублікований 1992 року.

## Сюжет
Події відбуваються у 2034—2080 роках. Довкола Сонячної системи утворився непроникний щит — Пухир. Він не пропускає світло і люди більше не можуть бачити зорі. Це породжує масову паніку, півищується рівень злочинності та кількість терористичних нападів.
Приватний детектив Нік Ставріанос отримує завдання від анонімного замовника — розслідувати зникнення Лаури Ендрюз, пацієнтки психіатричного інституту. Детектив Нік, як і багато інших землян, має вживлені нейронні імпланти, що дозволяють йому тамувати емоції, покращувати аналітичне мислення, отримувати повідомлення тощо.
Пошуки приводять Ніка Ставріаноса до Нового Гонконгу. Тут він потрапляє до рук злочинного угрупування, причетного до викрадення Лаури. Йому вживлюють ще один нейронний імплант, котрий робить його абсолютно відданим організації.

## Видання
«Карантин» став першою книгою циклу «Суб'єктивна космологія» (англ. «Subjective Cosmology»), котрий продовжили два інші романи Грега Ігена — «Місто перетурбацій» (1994) та «Відчай» (1995). Твори не пов'язані сюжетно, але об'єднані спільною ідеєю потужності людського розуму та його здатності впливати на світ.
Роман декілька разів перевидавався. Його було перекладено багатьма мовами, зокрема гебрайською, іспанською, італійською, корейською, німецькою, польською, російською, румунською, французькою, чеською, японською. Українською досі не публікувався.
- Greg Egan. Quarantine. — London : Century/Legend, 1992. — 219 с. — (Subjective Cosmology) — ISBN 0-71265-347-3.
- Greg Egan. Quarantine. — London : Century/Legend, 1992. — 220 с. — (Subjective Cosmology) — ISBN 0-71269-870-1.
- Greg Egan. Quarantine. — London : Century/Legend, 1993. — 219 с. — (Subjective Cosmology) — ISBN 0-09915-381-5.
- Greg Egan. Quarantäne = Quarantine / Translated by Jürgen Martin. — Bastei Lübbe, 1993. — 350 с. — ISBN 3-40424-174-6.
- Greg Egan. Quarantine. — New York : HarperPrism, 1995. — 280 с. — ISBN 0-06105-423-2.
- Greg Egan. La Terra Moltiplicata = Quarantine / Translated by Nicola Fantini. — Milan : Editrice Nord, 1995. — 276 с. — ISBN 8-84290-860-6.
- Greg Egan. Carantina = Quarantine / Translated by Mihai-Dan Pavelescu. — Bucharest : Editura Teora, 1997. — 256 с. — ISBN 9-73601-466-3.
- Грег Иган. Карантин = Quarantine / пер. Л. Левкович-Маслюк, Е. Мариничева. — Москва : АСТ, 1997. — 480 с. — (Координаты чудес) — ISBN 5-15000-123-6.
- Greg Egan. Cuarentena = Quarantine / Translated by Albert Solé. — Barcelona : Gigamesh, 1999. — 256 с. — ISBN 8-49306-630-3.
- Greg Egan. Quarantine. — London : Orion/Millennium, 1999. — 256 с. — ISBN 1-85798-590-7.
- Greg Egan. Quarantine / Translated by Makoto Yamagishi. — Tokyo : Tokyo Sogensha, 1999. — 256 с. — ISBN 4-48871-101-4.
- Greg Egan. Isolation = Quarantine / Translated by Francis Lustman, Quarante-Deux. — Paris : Denoël, 2000. — 316 с. — ISBN 2-207249-93-X.
- Greg Egan. Karantén = Quarantine / Translated by József Békési. — Debrecen : Lap-ics Kft-Aquila Kiadó, 2000. — 256 с.
- Greg Egan. Karanténa = Quarantine / Translated by Petr Kotrle. — Brno : Návrat, 2002. — 296 с. — ISBN 8-07174-449-2.
- Greg Egan. Ha'hesger = Quarantine / Translated by Itamar Paran. — Jerusalem : Keter Publishing, 2002. — 235 с. — ISBN 9-650710-99-X.
- Greg Egan. Quarantine / Translated by Kim Sanghoon. — Seoul : Happyreading Books, 2003. — 256 с. — ISBN 89-89571-15-4.
- Greg Egan. Isolation = Quarantine / Translated by Francis Lustman, Quarante-Deux. — Paris : Livre de Poche, 2003. — 316 с. — ISBN 978-2253072508.
- Greg Egan. Kwarantanna = Quarantine / Translated by Konrad Kozlowski. — Warszawa : Solaris, 2006. — 312 с. — ISBN 83-89951-45-2.
- Greg Egan. Carantina = Quarantine / Translated by Mihai-Dan Pavelescu. — Bucharest : Editura Nemira, 2007. — 320 с. — ISBN 978-973-569-957-4.
- Greg Egan. Quarantine. — London : Orion/Millennium, 2008. — 256 с. — ISBN 0575081724.
- Greg Egan. Quarantine. — New York : Night Shade Books, 2014. — 288 с. — ISBN 978-1597805384.
- Greg Egan. Quarantine / Adam Epstein (Reading). — Audio CD. — Audible Studios on Brilliance Audio, 2016. — ISBN 1-522-67428-4.
- Greg Egan. Quarantine. — Ebook. — Greg Egan, 2017. — ISBN 978-1922240217.
- Грег Иган. Карантин = Quarantine / пер. Л. Левкович-Маслюк, Е. Мариничева, чит. Сергей Оробчук. — Аудиокнига. — Аудиокнига своими руками, 2018. — (Субъективная космология)

## Нагороди та відзнаки
- 1993 — Премія «Дитмар» за Найкращу довгу фантастику[1]
- 1994 — Номінація на премію імені Курда Лассвіца за Найкращу іноземну працю[2]
- 2000 — Премія «Гігамеш» за Найкращий науково-фантастичний роман
- 2000 — Номінація на премію «Ігнотус» за Найкращий іноземний роман[3]
- 2000 — Номінація на премію «Сейун» за Найкращий перекладений роман[4]